# شهرستان هندا
شهرستان هندا (به لاتین: Hinda District) یک منطقهٔ مسکونی در جمهوری کنگو است که در بخش کویلو واقع شده‌است.